# Shannon Leto
Shannon Leto, född 9 mars 1970 i Bossier City i Louisiana, är en amerikansk trummis i bandet 30 Seconds to Mars, där hans skådespelande bror Jared Leto är sångare och gitarrist. Shannon Leto är även professionell fotograf och har gjort det mesta av fotograferingen till bandets album A Beautiful Lie.

## Diskografi
Studioalbum med 30 Seconds to Mars:
- 2002 – 30 Seconds to Mars
- 2005 – A Beautiful Lie
- 2009 – This Is War
- 2013 – Love Lust Faith + Dreams

Studioalbum med The Wondergirls:
- 1999 – Drop That Baby
- 1999 – Let's Go All The Way

## Filmografi
| År   | Titel               | Roll       | Noteringar  |
| ---- | ------------------- | ---------- | ----------- |
| 1994 | Mitt så kallade liv | Shane      | 4 avsnitt   |
| 1997 | Prefontaine         | Bar Patron |             |
| 2001 | Sol Goode           | Sol fan    | Okrediterad |
| 2002 | Highway             | Kid #2     |             |